# Mecloqualone
Mecloqueller (Nubarene, Casfen) là một GABAergic loại Quinazolinone và là một dạng tương tự của methaqueller được sản xuất lần đầu tiên vào năm 1960  và được bán chủ yếu ở Pháp và một số nước châu Âu khác. Nó có đặc tính an thần, thôi miên và giải lo âu gây ra bởi hoạt động chủ vận của nó tại tiểu loại của thụ thể GABAA, và được sử dụng để điều trị chứng mất ngủ. Mecloqueller có tác dụng nhanh hơn nhưng kéo dài hơn so với methaquater và do đó chỉ được sử dụng làm thuốc ngủ, trái ngược với methaqueller, cũng được sử dụng như một loại thuốc giải lo âu đa năng. Mecloqueller chưa bao giờ được sử dụng rộng rãi như methaqueller và không còn được kê đơn vì lo ngại về khả năng lạm dụng và quá liều của nó. Ở Hoa Kỳ, đó là một chất được kiểm soát không gây nghiện (trầm cảm) theo Lịch trình I với ACSCN là 2572 và không có hạn ngạch sản xuất tổng hợp hàng năm.